# 江中信
江中信（1557年—1612年），字汝成，號成宇，山東東昌府臨清州民籍，浙江杭州府仁和縣人，明朝政治人物。

## 生平
萬曆七年（1579年）己卯科山東鄉試第六名舉人，萬曆十一年（1583年）中式癸未科會試第三百五十名，三甲第四十名進士。工部觀政，本年授真定縣知縣，十三年督撫举效異同听勘，十四年降用，十五年降調裕州判官，十六年升陈留知县，二十年升任兵部主事，二十二年四川主考，二十三年降葭州判官。三十六年升靈壽知縣，三十八年升刑部福建司主事，上《十議》疏，語多激烈，留中。三十九年調职方司主事，四十年卒。

## 家族
曾祖江永，壽官；祖父江瓚，七品散官；父江河。母方氏。重庆下。